# Parafia Najświętszej Maryi Panny Matki Pięknej Miłości w Warszawie
Parafia Najświętszej Maryi Panny Matki Pięknej Miłości w Warszawie – parafia rzymskokatolicka, należąca do dekanatu tarchomińskiego diecezji warszawsko-praskiej, metropolii warszawskiej Kościoła katolickiego, w Warszawie. Obsługiwana przez księży diecezjalnych.

## Historia
Parafia została erygowana w 1988 przez kardynała Józefa Glempa. 
Obecny kościół parafialny został wybudowany w latach 90. XX wieku.

## Proboszczowie
- 1982 – 1987 − ks. Marian Paź (organizator parafii, budowniczy plebanii)
- 1987 – 1992 − ks. Kazimierz Jacek Bazarnik
- 1992 – 2010 − ks. Tadeusz Olaczek (budowniczy kościoła)
- 2010 – 2013 − ks. Grzegorz Kocięcki
- 2013 − 2014 − ks. Przemysław Ludwiczak
- 2014 - 2021 − ks. Piotr Jędrzejewski
- Od 2021 – ks. Krzysztof Krupa